# بودهي لينكس

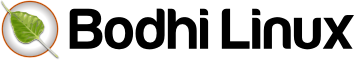
شعار التوزيعة

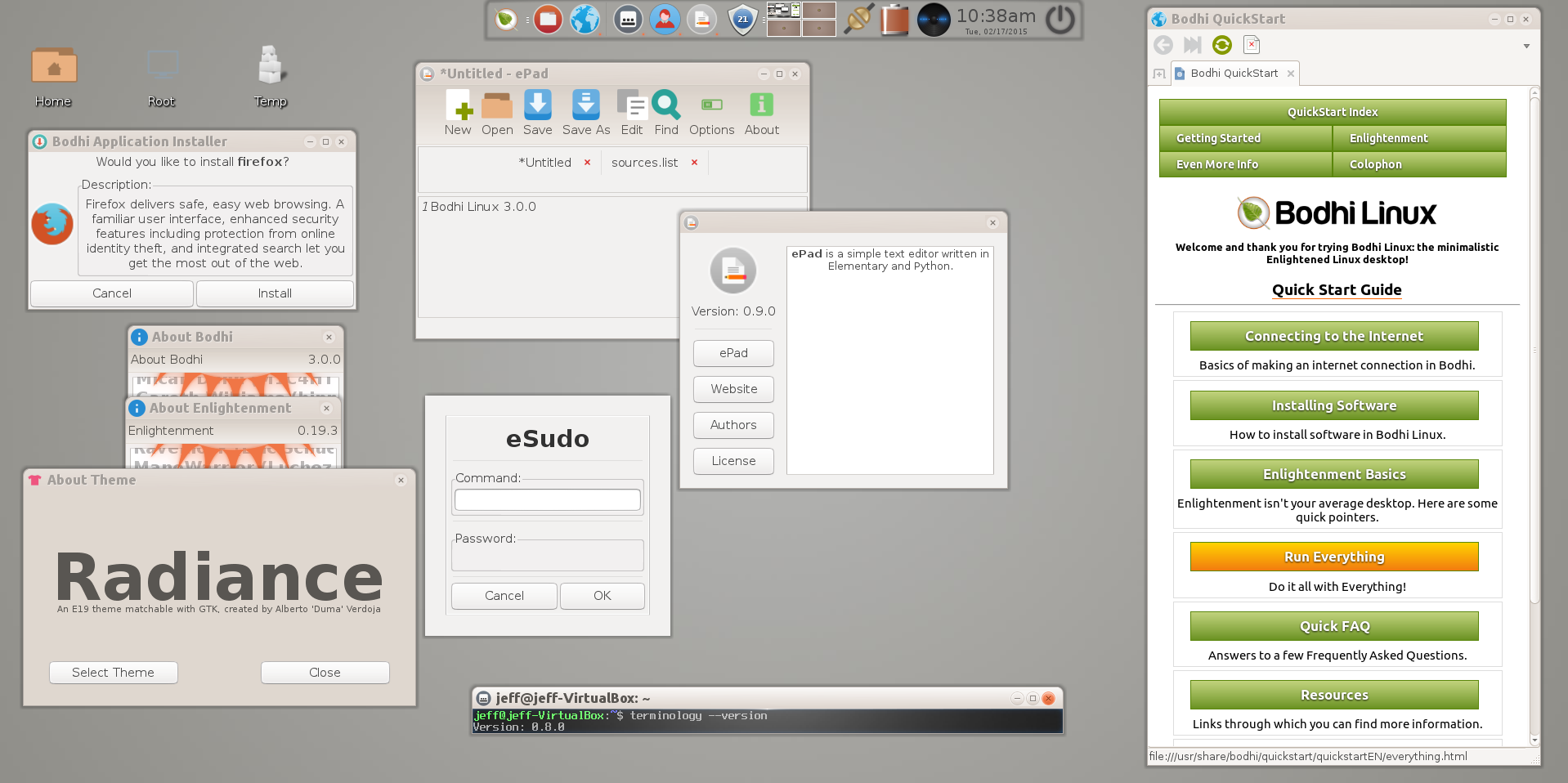

بودهي لينكس (بالإنجليزية: Bodhi Linux) توزيعة خفيفة صغيرة الحجم تعتمد على مدير النوافذ انلايتنمينت مبنية على أبونتو, تتلخص فلسفتها في توفير قاعدة نظام مع سطح مكتب بسيط من متصفح ويب، مدير ملفات ومحاكي طرفية وترك خيار انتقاء التطبيقات للمستخدم كذلك تتوفر قاعدة بيانات تحتاج وصلة إنترنت لتثبيت برمجيات خفيفة بضغطة زر. بالإضافة للنسخة القياسية المتوافقة مع معالجات إنتل تتوفر نسخة ألفا مبنية على ديبيان للأجهزة اللوحية بمعالجات أي أر أم.

## الأداء
يتطلب النظام 128 ميغابايت من ذاكرة الوصول العشوائي و 1.5 جيغابايت من مساحة القرص الصلب ومعالج بـ 300 ميغاهرتز ، بفضل Enlightenment DR17 المكتوب بلغة السي مثله مثل الأدوات المطورة خصيصا للتوزيعة هذه الأخيرة أي التوزيعة تتوفر على تأثيرات سطح مكتب ثرية دون استنزاف موارد الحاسوب ، أظهر اختبار مستقل أن محرر الرسوميات جيمب قد عمل في 4.7 ثانية على بودهي لينكس فيما استغرق 11.1 ثانية على أبونتو.